# 原口要
原口 要（はらぐち かなめ、嘉永4年5月25日（1851年6月24日） - 昭和2年（1927年）1月23日）は日本の鉄道技術者、都市計画技術者、実業家。詩人。龍水と号して漢詩をよくした。

## 経歴
嘉永4年（1851年）、肥前南高来郡西郷村に島原藩士進藤伊織の三男として生まれる。明治2年（1869年）同藩士原口謙介の養子となる。上京し、安井息軒のもとで漢学を修め。明治3年（1870年）から大学南校、開成学校にまなぶ。明治8年（1875年）にレンセラー工科大学に留学し、卒業後はデラウエァア橋梁会社で橋梁工事を担当、その後ペンシルベニア鉄道会社に移り、鉄道建設を担当する。
明治13年（1880年）に帰国、東京府御用掛として、上下水道施設の整備改良、品川湾改修計画や鎧橋、吾妻橋設計などを担当する。明治16年（1883年）からは工部省鉄道局技師を兼務し、鉄道技術者として各地の鉄道建設にかかわる。退官後は民間企業の取締役や、清国や台湾で鉄道顧問をつとめる。
- 1870年（明治3年）藩主の選抜で大学南校に入学し英学を修め、のち開成学校にすすむ。
- 1975年（明治8年）文部省よりアメリカ留学を命ぜられ、レンセラー工科大学で学ぶ。
- 1878年（明治11年）同校卒業後、デラウエァア橋梁会社に入社し橋梁工事を担当、その後ペンシルベニア鉄道会社の技師となり、フィラデルフィア付近の鉄道工事を担当する。
- 1880年（明治13年）帰国し、東京府御用係となる。
- 1883年（明治16年）4月17日　工部省少技長に任じられ新橋鉄道局建築課長。東京府と兼務する。[3][4]
- 1884年（明治17年）
  - 5月14日　東京府土木監督を仰せ付けられる。[5]
  - 1月　日本鉄道会社の品川・赤羽間工事が開始され、そのうち品川・新宿間の工事を担当する（工事は明治18年3月1日完成）。[2]
- 1885年（明治18年）1月23日　東京府市区改正審査委員に任命される（12月まで）。[6]
- 1886年（明治19年）
  - 5月3日　鉄道二等技師となる。[7]
  - 7月　横浜・沼津間の測量および工事を担当する。[2][8]
- 1887年（明治20年）12月9日　設計した吾妻橋（台東区、隅田川）が開通する。[9]
- 1888年（明治21年）
  - 4月7日　設計した鎧橋（中央区、日本橋川）が開通する。[10]
  - 7月　仙石貢の後を受けて甲武鉄道会社線新宿・八王子間工事を統理する。[2][11]
  - 10月30日　東京市区改正臨時委員に任命される。[12]
- 1889年（明治22年）5月7日　工学博士の学位を授与される。日本で初めて工学博士となった5人のうちの1人。他に古市公威、松本荘一郎、志田林三郎、長谷川芳之助がいる。[13]
- 1890年（明治23年）10月9日　神戸建築課長兼汽車課長となる。[14]
- 1891年（明治24年）6月20日　鉄道庁一等技師となる。[15]
- 1892年（明治25年）8月18日　震災予防調査会臨時委員に任命される。[16]
- 1893年（明治26年）11月10日　逓信省鉄道技師、鉄道局工務課長兼線路調査掛長を命ぜられる。[17][18]
- 1894年（明治27年）
  - 6月25日　逓信省鉄道技監、鉄道局工務課長心得兼線路調査掛長となる。[19][20]
  - 11月15日　日清戦争の輸送業務のため広島に出張する。[21]
- 1895年（明治28年）3月13日　大本営附を命ぜられ臨時鉄道隊の設計および事業監督を行う。[22]
- 1896年（明治29年）
  - 4月16日　鉄道局建設部長兼工務課長心得となる。[23]
  - 6月19日　軌制調査委員会の主査委員として、広軌案の幅員と軌條重量を調査し、報告書を提出する。[24]
  - 9月22日　鉄道局工務課長心得を免じられる。[25]
  - 11月2日　広島宇品間軍用鉄道改良工事監督を命じられる。[26]
  - 12月3日　非職（休職）となる。[27]
- 1897年（明治30年）
  - 5月　台湾の既設鉄道の払い下げを受けて経営する予定の台湾鉄道会社の設立委員から技師長として招聘される。（ただし会社は明治32年10月解散し、鉄道は総督府の経営と決定する）[28][29]
  - 8月18日　組織改革により、廃官（退職）となる。[30]
- 1901年（明治34年）6月13日　設立された博多湾鉄道の取締役となる。[31]
- 1904年（明治37年）5月16日　設立された帝国鉄道協会理事に就任する。[32]
- 1906年（明治39年）
  - 1月　清国政府両湖総督張之洞の鉄路顧問となり、粤漢鉄路、川漢鉄路の両鉄道に従事する。[33][34]
  - 3月19日　博多湾鉄道取締役を辞任する。[35]
- 1912年（明治45年）
  - 1月　中国革命動乱の際、孫文の招請により鉄道事業調査のため清国に渡る。[36]
  - 5月26日　帝国鉄道協会理事を退任する。[37]
- 1912年（大正元年）7月20日　富士製紙株式会社取締役に就任する。[38]
- 1920年（大正9年）6月23日　帝国鉄道協会副会長に就任する（大正10年10月まで）。[39]
- 1926年（大正15年）9月8日　神戸有馬電気鉄道監査役に就任する。
- 1927年（昭和2年）1月23日　病気のため自宅にて死去。27日青山斎場にて告別式、墓所は青山霊園。[40]

## 栄典
位階
- 不明　-　従六位[41]
- 1886年（明治19年）7月8日 - 正六位[42]
- 1892年（明治25年）1月21日 - 従五位[43]
- 1894年（明治27年）10月11日 - 正五位[44]
- 1897年（明治30年）10月30日 - 従四位[45]
- 1927年（昭和2年）1月24日 - 正四位[46]

勲章・その他
- 1889年（明治22年）10月29日 - 勲六等瑞宝章[47]
- 1890年（明治23年）10月16日 - 木杯一箇[48]
- 1883年（明治26年）12月28日 - 勲五等瑞宝章[49]
- 1885年（明治28年）
  - 6月21日 - 勲四等瑞宝章[50]
  - 10月8日 - 明治二十七八年従軍記章[51]
  - 10月31日 - 勲三等瑞宝章[52]
- 1927年（昭和2年）1月24日 - 旭日中綬章[46]